# Встречный узел
Встре́чный у́зел в альпинизме (англ. Water Knot — «водяной узел»), также ле́нточный у́зел (Tape Knot) — рыболовный соединяющий постоянный узел на смоченной жилковой рыболовной леске для крепления поводка. Немного более громоздкий, чем другие узлы, используемые для подобной цели. Для рыболовных целей на жилковой леске, узел и надёжен и прочен.
В альпинизме узел применяли для соединения вместе концов ленты для создания замкнутой петли. Ранее узел применяли в альпинизме также для соединения верёвок, но сейчас этот узел в альпинизме не применяют из-за ненадёжности и заменяют дубовым узлом.
В морском деле этот узел также не применяют.

## Способ завязывания
Существуют несколько способов завязывания встречного узла:
- Завязать простой узел на одном конце ленты (но не затягивать); провести второй конец ленты сквозь узел навстречу первому; контрольные узлы по обеим сторонам узла — обязательны[20][4]
- Сделать полуузел концами рыболовных лесок; провести концы в противоположные стороны полуузла

- затянутый встречный узел, но без обязательных контрольных узлов ходовыми концами верёвки на коренных по обеим сторонам узла
- незатянутый ленточный узел
- затянутый ленточный узел

## Признаки
Плюсы
- Один из немногих узлов для связывания лент

Минусы
- Громоздкий
- Сильно снижает прочность лент[14][21]
- Контрольные узлы на обеих сторонах узла — обязательны[20][4]
- Сильно затягивается под нагрузкой[16]
- Трудно развязывать[14]

## Применение
В рыболовстве
- В рыбной ловле встречный узел применяют для крепления к рыболовной леске поводков

В быту
- Для связывания лент, ремней, строп

В альпинизме
- В альпинизме применяют для связывания концов ленты